# HAPPY (バンド)
HAPPY（ハッピー）は日本の5人組ロックバンド。

## メンバー
- Alec(Gt/Vo)
1993/11/16 生まれ
以前はJunkfoodというバンドに参加。
- Ric(Syn/Vo)
1994/1/4 生まれ
- Chew(Gt/Syn)
1993/10/3 生まれ
- Syu(Ba/Syn)
1994/2/28 生まれ
2021年〜下津光史（踊ってばかりの国）バンドのサポートメンバー（ベース）として参加。
- Bob(Dr/Vo)
1992/9/11 生まれ
2018年〜カネコアヤノバンドのサポートメンバー（ドラムス）として参加。

メンバーは好きなバンドとして、The Beatles、Led Zeppelin、Nirvana、Belle and Sebastian、MGMT、Devendra Banhart などを挙げている。

## プロフィール
京都府綾部市出身、幼馴染み5人組により2012年1月11日に結成。
デビュー前の2013年SUMMER SONICに出演した。
2014年3月3日、初流通シングル「SUN」（TOWER RECORDS限定）リリース。MTV [HOTSEAT]に選出され、タワーインディーチャート初登場1位（総合チャート3位）を記録。
同年3月12日からアメリカのイベントSXSWへの出演も含めたUSツアーを行う。計8都市で10公演を行った。
2014年8月6日、1stアルバム「HELLO」をリリース。収録曲がSPACE SHOWER TV [POWER PUSH!]やFM802 [邦楽ヘビーローテーション]等に選出される。
数々の大型フェスや国内ツアーを経て、2014年末にはバンド初となるワンマンツアー（東阪公演など）を開催。
2015年2月からのスペースシャワー列伝 JAPAN TOUR 2015ツアーに参加。（全9会場）
同年5月13日、1stEP「To The Next」をリリース。全18本の全国ツアーを開催。
2016年1月Sound Cloudに新曲「CYM」をUP。
同年3月自主企画「ELECTRIC FLOWER CARNIVAL」を新代田FEVERにて開催。
同年4月初の台湾ツアーを開催。

## タイアップ一覧
| 使用年 | 曲名          | タイアップ                                     |
| ------ | ------------- | ---------------------------------------------- |
| 2016年 | MELLOW FELLOW | GAP 音楽プロジェクト「1969 RECORDS」コラボ楽曲 |

## ヘビーローテーション/パワープレイ

### テレビ
| 放送年 | 曲名         | ヘビーローテーション/パワープレイ              |
| ------ | ------------ | ---------------------------------------------- |
| 2014年 | Wake Up/Lucy | スペースシャワーTV ミドルローテーション「it!」 |
| 2014年 | Magic        | スペースシャワーTV 2014年8月度POWER PUSH!      |